# Tribolonotus annectens
Tribolonotus annectens är en ödleart som beskrevs av  Richard G. Zweifel 1966. Tribolonotus annectens ingår i släktet Tribolonotus och familjen skinkar. Inga underarter finns listade i Catalogue of Life.
Arten förekommer på Niu Briten i Bismarckarkipelagen. Honor lägger ägg.